# 福建和平救国军
福建和平救国军是中国抗日战争时期日本在福建省扶植的一支伪军。

## 历史
1938年5月日军占领厦门后，设于厦门的日本决策机构兴亚院加紧网罗福建海匪，以组建伪军“福建和平救国军”。海匪余宏清最先被任命为福建和平救国军总司令，后由王训明接任，总部设于马祖岛。盘踞于南日、竿塘一带的匪首林义和被任命为第一集团军总司令，盘踞于福清江阴小麦屿的翁尚功，被任命为第三集团军总司令。
抗战前夕，土匪张雄南因畏罪潜匿香港，其部队被国民党当局改编为省保安十一团。抗战爆发后，张雄南请求撤销通缉，获准，遂回闽召集旧部，收编为5个大队，编入省保安第五、八两团，升任省保安四旅旅长。张雄南部驻军德化、永春半年，乡民被劫数百家，勒索数十万金，并暗通日本特务，受命为福建和平救国军第二集团军总司令。张雄南派遣部属谢文新、张逸舟、黄玉树、张良诚赴厦门、湄洲岛等地，向日军求援。1939年8月，张雄南与国民党当局决裂，并派张逸舟、黄玉树到沿海地区扩大势力。9月，国民党当局成立闽中剿匪指挥部，围剿张雄南部。年底，张雄南、张克武被击毙，匪部被收编，第二集团军总司令之职由张逸舟接任。
1940年10月，经张逸舟奔波，兴亚院决定将第三集团军并入第二集团军。此后，张逸舟与第一集团军林义和各自占领海域，矛盾加深。1941年4月21日，福州首次被日军占领，张逸舟迅速配合日军攻打平潭县。5月1日，平潭县沦陷，成立伪政权，林沧圃任县长。1942年3月，日本军舰抵达南竿塘，要求林义和配合进攻琅岐岛，林义和因兵力不足不敢执行，军统闽北站借机挑拨，指控林义和与国民党暗通，并准备反叛。日军司令原田暴怒，扣押林义和，由张逸舟砍头抛尸海中，其部队全部转归张逸舟。从此，福建和平救国军基本统一于张逸舟麾下。张逸舟吞并各股伪军后，将福建和平救国军扩展到5000多人，设总司令部于南竿塘，张逸舟任总司令，黄玉树、郑德民为副总司令，翁尚功参谋长（后为林沧圃），下辖3个路军。
1942年5月，在军统方面的安排下，张逸舟与军统头目戴笠等人建立秘密联络关系，同意为国民党方面搜集情报。
1945年春，军统奉蒋介石之命，指令军运直属组通知福建和平救国军总司令张逸舟筹备“易帜反正”，并改编为“国民政府军事委员会福建先遣军”，由张逸舟任先遣军司令。张逸舟、黄玉树依军统密令，将南竿塘的财政税务等机构迁往福州，并集中伪军于泥洲湾一带，伺机接受国民党方面改编。4月下旬，中共中央华中局获悉情报，指示福建省委紧急通知“闽中海上游击队”撤离，避免受害。5月21日，福建省委在长乐南阳村召开会议，部署游击队安全撤退，并派人催促，但未能在伪军“易帜”前完成。6月初，伪军副司令黄玉树控制游击队第二中队，省保安一团出动一营包围第二中队的驻地东吴村。6月7日，黄玉树以开会为名，绑架中队长康国强，随后伪军与省保安团联合围攻东吴村，消灭游击队大部，部分幸存游击队员经地下党组织化装逃脱。“易帜”后，伪军由第三战区点编，集驻霞浦，改编为独立团。不久，独立团被调往浙江衢州整训，福清、长乐、莆仙籍士兵大多因不愿前往而逃离，队伍抵达衢州后就被缴械，部分编入他部，老弱和官佐全部遣散。残部翁尚功部被编入省特务第二大队。